# Jeopardy II: The Second Edition
Jeopardy II: The Second Edition is een videospel dat werd uitgebracht door Sharedata. Het educatieve spel werd in 1988 uitgebracht voor de Commodore 64. Het spel kan met een tot drie spelers gespeeld worden.